# Ferdinand von Lamezan
Ferdinand Freiherr von Lamezan (* 10. April 1843 in Landau in der Pfalz; † 18. September 1896 in München) war ein deutscher Diplomat.

## Leben

### Herkunft
Ferdinand von Lamezan war ein Sohn des Offiziers Gustav Freiherr von Lamezan (* 3. März 1815, † 11. November 1880) und dessen Ehefrau Sophie, geborene Freiin Stromer von Reichenbach (* 23. September 1816, † 8. Oktober 1896).

### Militärkarriere
Er besuchte das Gymnasium des bayerischen Kadettenkorps in München und trat zum 16. Mai 1859 als Junker in das 1. Artillerie-Regiment „Prinz Luitpold“ der Bayerischen Armee ein. Nach Monatsfrist wurde er am 21. Juni 1859 zum Unterleutnant befördert. Am 5. Juli 1866 folgte die Beförderung zum Oberleutnant. 1866 nahm Lamezan am Preußisch-Österreichischen Krieg teil. Von 1868 bis 1869 studierte er an der Kriegsakademie in München.
Am Krieg gegen Frankreich nahm Lamezan 1870/71 mit dem 3. Feldartillerie-Regiment „Königin Mutter“ teil. In der Schlacht bei Beaugency am 8. Dezember 1870 erlitt er eine schwere Verwundung – sein Fuß wurde von einem Granatsplitter zerschmettert – dennoch führte er, am Boden liegend, das Kommando über die ihm anvertrauten Geschütze fort und leitete das Feuer auf die gegen seine Stellung anrückenden feindlichen Truppen. Hierfür wurde er mit dem Eisernen Kreuz II. Klasse und dem Ritterkreuz II. Klasse des Militärverdienstordens ausgezeichnet. Anlässlich des 25. Jahrestages der Schlacht von Beaugency wurde er 1895 mit dem Kronenorden II. Klasse ausgezeichnet.

### Diplomatische Laufbahn
Im Juni 1871 schied Lamezan infolge seiner Verletzungen aus dem Militärdienst aus. In den nachfolgenden Jahren wurde er nachträglich noch zum Hauptmann a. D. (14. Dezember 1874) ernannt und ihm am 13. April 1888 der Charakter als Major verliehen. An Stelle seiner Militärkarriere entschied Lamezan sich für die Beamtenlaufbahn: Von 1871 bis 1873 studierte er Rechtswissenschaften und Staatswissenschaften in München und bestand das 1. Juristische Examen im Juli 1873.
Zum 17. Oktober 1873 wurde Lamezan in den Verwaltungsdienst des 1871 an das Deutsche Reich angegliederte Reichsland Elsaß-Lothringen aufgenommen.
Nach der Annahme als Beamter im Auswärtigen Dienst (konsularische Laufbahn) wurde Lamezan offiziell zum 7. Juli 1874 in das Auswärtige Amt einberufen. Sein Dienstantritt erfolgte zum 15. Juli 1874.
Zum 31. Dezember 1875 wurde Lamezan zum Vizekonsul beim deutschen Generalkonsulat in Odessa ernannt. Er trat seinen Dienst dort zum 1. Februar 1876 an und verblieb auf diesem Posten bis zum 29. Oktober 1876. Zum 31. Oktober 1876 wurde er zum Konsulat in St. Petersburg versetzt (Dienstantritt am 2. November 1876). In der russischen Hauptstadt wurde er außer am Konsulat zugleich an der deutschen Botschaft beschäftigt. Vom 25. Juni bis zum 8. Juli 1877 leitete er das Konsulat kommissarisch.
Zum 29. April 1878 wurde Lamezan zum deutschen Konsul in Helsingfors (finnisch Helsinki) ernannt und übernahm die dortigen Geschäfte am 26. Juni 1878. Auf diesem Posten verblieb er bis zum 24. Dezember 1884. In diesen Jahren wurde Lamezan zweimal für einige Monate zur Übernahme anderer Aufgaben beurlaubt: vom 30. April bis zum 2. Juli 1881, um das deutsche Konsulat in St. Petersburg erneut kommissarisch zu leiten, und vom 28. Juni bis zum 12. Oktober 1883, um für einige Monate kommissarisch in der Abteilung IB (Personal- und Kassensachen) und Abteilung II (Handelspolitik und Recht) des Auswärtigen Amtes zu arbeiten.
Am 10. November 1884 wurde Lamezan nach Tiflis versetzt (praktische Übernahme der Geschäfte dort am 27. Februar 1885). Auf diesem Posten blieb er bis zum 3. April 1887.
Zum 27. Februar 1887 wurde Lamezan mit der Leitung des Konsulats in St. Petersburg betraut (Übernahme der Geschäfte am 10. April 1887). Auf diesem Posten verblieb er bis zum 6. April 1892. Während dieser Zeit wurde er (am 20. Juni 1887) offiziell in den Rang eines Konsuls befördert. Aufgrund der Vertrautheit mit den wirtschaftlichen Verhältnissen in Russland wurde er zu den deutsch-russischen Handelsvertragsverhandlungen im Jahre 1893–94 als Kommissar hinzugezogen.
Am 26. März 1892 wurde Lamezan zum Generalkonsul in Antwerpen ernannt (Übernahme der Geschäfte am 3. Juni 1892). Hier verblieb er bis zum 27. Juli 1896. Während dieser Zeit war er vom 23. September 1893 bis 18. März 1894 kommissarisch im Auswärtigen Amt beschäftigt. Außerdem nahm er als deutscher Delegierter an der deutsch-russischen Zollkonferenz vom 19. Dezember 1895 bis 17. Januar 1896 teil und leitete zugleich das deutsche Konsulat in Brüssel kommissarisch.
Ferdinand Lamezan starb 1896 im Alter von 53 Jahren in München.

### Familie
Lamezan heiratete am 3. November 1877 Magdalene Hauff (* 25. Juni 1853, † 21. Mai 1923), eine Tochter des Kommerzienrates und Vizekonsuls in St. Petersburg Gustav Hauff. Aus der Ehe gingen acht Kinder hervor:
- Albrecht (* 9. August 1878 in Helsingfors, † 24. Dezember 1947 in Peking)
- Hedwig (* 7. Juni 1880 in Helsingfors)
- Elsa (* 6. November 1881 in Helsingfors)
- Magdalene (* 10. Januar 1884 in Helsingfors)
- Ferdinand (* 13. April 1885 in Sankt Petersburg)
- Kurt (* 19. Juli 1886 in Tiflis)
- Wilhelm (* 22. März 1888 in Sankt Petersburg)
- Hugo (* 3. April 1891; † 1947. Kapitän zur See der Kriegsmarine[4])

## Grabstätte

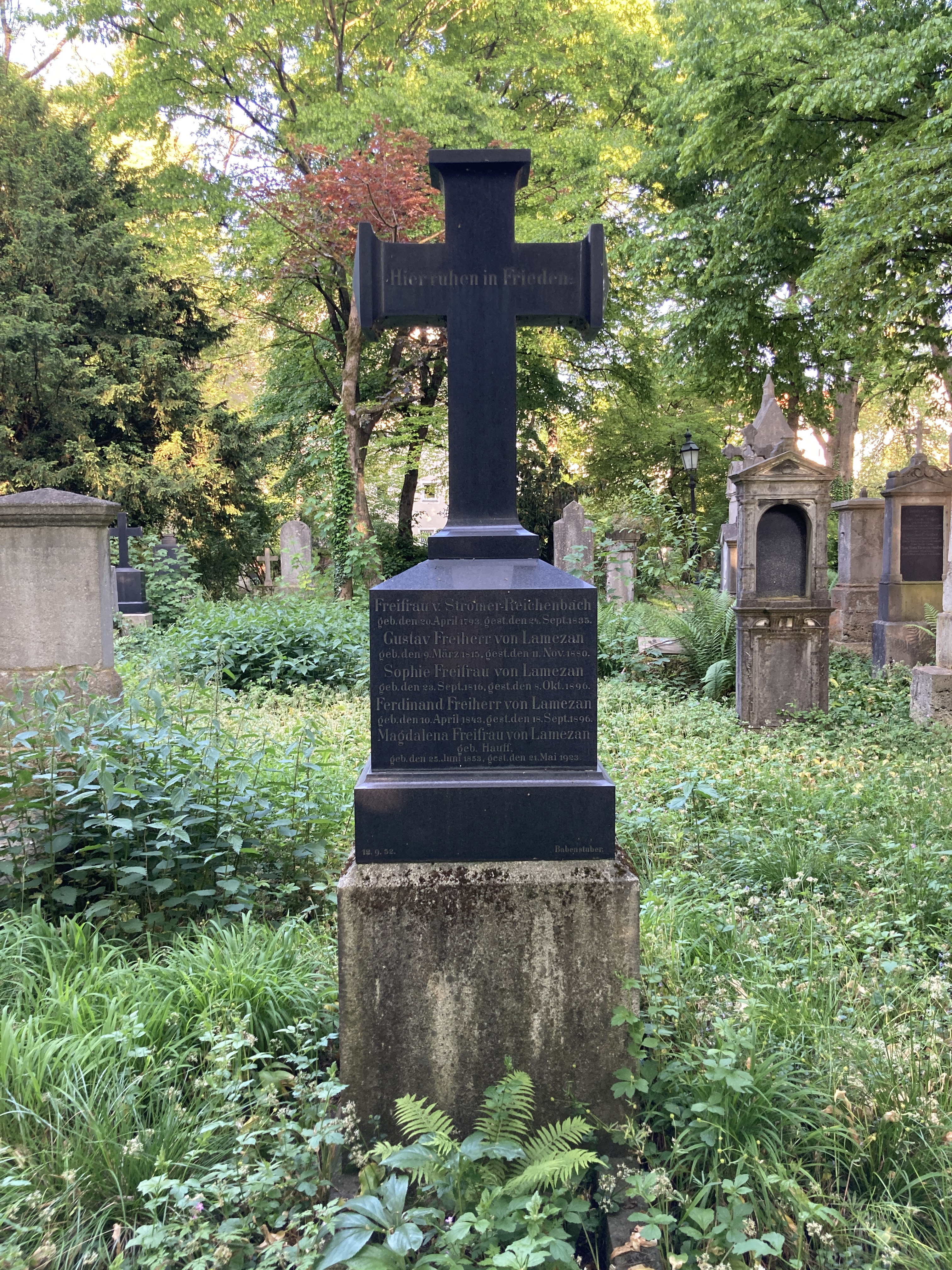
Grab von Ferdinand Lamezan auf dem Alten Südlichen Friedhof in München

Die Grabstätte von Ferdinand Lamezan befindet sich auf dem Alten Südlichen Friedhof in München (Gräberfeld 8 – Reihe 9 – Platz 52) Standort. In dem Grab liegen auch die beiden Eltern von Ferdinand Lamezan sowie seine Ehefrau Magdalena.

## Schriften
- Entwicklung der deutschen Kolonie in Finland. in: Korrespondenzblatt dt Schulvereins in Berlin.
- Die Wälder und die Waldnutzung in Finland vom wirtschaftlichen Standpunk. in: Zeitschrift des Königlich Preussischen Statistischen Bureaus. XXIV. Jg. (1884).